# Nydamsdysse
Die Nydamsdysse von Bøjden (auch Nydamsgård oder Nydamshøj genannt) liegt südlich des Bøjden Nor im Horne Land auf der dänischen Insel Fünen. Die Dolmen (dänisch Dysser) sind Megalithanlagen der Trichterbecherkultur (TBK), die zwischen 3500 und 2800 v. Chr. entstanden.
Im Nordost-Südwest orientierten etwa 1,5 m hohen und noch etwa 25,0 × 7,8 m messenden Hünenbett von dessen 39 erhaltenen Randsteinen sich 20 in situ befinden, liegen zwei quergestellte Dolmen.
Etwa in der Mitte des im Nordostteil nicht erhaltenen Hünenbettes befindet sich die Kammer eines Urdolmens bestehend aus drei Tragsteinen und dem in drei Teile zersprengten Deckstein, dessen einer Teil, verlagert auf dem Hünenbett liegt. Beim nordöstlichen Ende ist ein weiterer Urdolmen mit zwei Tragsteinen pro Längsseite (einer ist verkippt) und je einem End- bzw. Schwellenstein erhalten; der Deckstein fehlt.
In der Nähe liegen die Steinkiste von Bøjden Salmager und die Bøjden Dyssekammer.